# Numus
Numus (grško νουμμίον [noummion]) je latinska beseda, ki pomeni kovanec, in se sedaj uporablja za poimenovanje poznoantičnih rimskih in bizantinskih bakrenih kovancev majhnih vrednosti. Beseda izvira iz grškega izraza nomos, ki je v  nekaterih delih južne Italije pomenil kovan denar. V pozni Rimski republiki in zgodnjem cesarstvu je numus lahko pomenil kovanec kot tak ali sesterc, ki je bil standardna denarna enota.

## Zgodovina
V Rimskem cesarstvu se je v obdobju tetrarhije okoli leta 294 pojavil nov velik bronast novec s premerom približno 30 mm in maso približno 10 g, ki se je očitno imenoval numus, čeprav so ga numizmatiki do nedavnega imenovali folis.
Izraz numus se sedaj uporablja izključno za bizantinske kovance iz 5. do 7. stoletja. Kovanci so bili majhni in slabo izdelani in so tehtali manj kot 1 g. Bili so najmanjši apoen bizantinskih kovancev. Uradno so bili ovrednoteni kot 1/7200 zlatega solidusa, vendar so bili najpogosteje vredni 1/6000 ali 1/12000 solidusa. Na numusih je bil na prednji strani praviloma  profil vladajočega cesarja, na hrbtni strani pa cesarski monogram. Na nekaterih kovancih cesarja Justinijana I. (vladal 527-565) je namesto monograma izpisana  številčna vrednost kovanca "A", se pravi ena.
Leta 498 je cesar Anastazij I. (vladal 491-518) reformiral denarni sistem. Reformo je izpeljal comes sacrarum largitionum Ivan Paflagonec. V obtok so prišli kovanci z večkratnimi vrednosti numusa: folis (40 numusov), semifolis (20 numusov) in dekanumis (10 numusov). Njihove vrednosti so bile izpisane z grškimi številkami: M (folis), K (semifolis) in I (dekanumij). Zgleda, da so numus z vrednostjo ena prenehali kovati.
Leta 513 so maso kovancev podvojili, uvedli kovanec za pet numusov (pentanumis) z oznako E, in pobnovno začeli kovati numuse.
Leta 538/539 je cesar Justinijan povečal maso folisa na 25 g in jo leta 541/542 znižal na 22,5 g. Proti koncu 6. stoletja so uvedli nov kovanec za 30 numisov z oznako  Λ ali XXX. Kovanec za en numus so v Konstantinoplu prenehali kovati, v Kartažanskem eksarhatu pa so ga kovali še v poznem 7. stoletju.
V 7. stoletju so stalne vojaške in finančne krize privedle do nadaljnjega zmanjševanja mase in slabšanja kakovosti bronastih kovancev. V času cesarja Konstansa II. (vladal 641–668) je folis tehtal samo še 3 grame. Kovanca za pol folisa (semifolis) se zato sploh ni splačalo kovati in so ga opustili. Izraz mumus se začel uporabljati samo kot obračunska enota z vrednostjo 1/6000 solidusa in v pogovornem jeziku kot izraz za »drobiž«.